# Люкенс, Алан Вуд
Алан Вуд Люкенс (англ. Alan Wood Lukens; 12 февраля 1924, Филадельфия, штат Пенсильвания — 5 января 2019, Чеви-Чейс, штат Мэриленд) — американский дипломат. Посол США в Республике Конго (1960; 1984—1987), временный поверенный в делах США в Центральноафриканской Республике, Чаде и Габоне (1960).

## Биография
Алан Вуд Люкенс родился 12 февраля 1924 года, в Филадельфии. Обучался в Епископальной академии, а затем в Принстонском университете. Однако он прервал учёбу в университете и начал военную службу в 10-й горнострелковой дивизии и 20-й бронетанковой дивизии в Европе, где его подразделение освобождало концлагерь в Дахау.

### Карьера
Люкенс поступил на дипломатическую службу США в 1951 году. Он служил в Стамбуле, Анкаре и Париже, а затем в 1960 году был назначен представителем США на церемониях независимости Чада, Центральноафриканской Республики, Габона и Конго.
- В 1965—1967 годах — начальник отдела кадров Бюро по делам Африки в Государственном департаменте США.
- В 1967—1970 годах — заместитель главы дипмиссии США в Дакаре, Сенегал.
- В 1970—1972 годах — заместитель главы и советник посольства США в Найроби, Кения.
- В 1973—1975 годах — главный младший офицер отдела кадров в Государственном департаменте.
- В 1975—1978 годах — заместитель главы дипмиссии США в Копенгагене, Дания.
- В 1979—1982 годах — генеральный консул США в Кейптауне, ЮАР.
- В 1982—1984 годах — директор аналитического бюро по Западной Европе в Бюро разведки и исследований Государственного департамента США.
- В 1984—1987 годах — чрезвычайный и полномочный посол США в Республике Конго.
- В 1987—1993 годах — консультант по международным делам и урегулированию кризисов в Государственном департаменте.

### Смерть
Алан Люкенс скончался 5 января 2019 года на 95-м году жизни, в своём доме в Чеви-Чейсе, от сердечной недостаточности.